# Marcel-Marie Dubois
Marcel-Marie Dubois, wł. Marcel-Marie-Joseph-Henri-Paul Dubois (ur. 16 maja 1896 w Le Mans, zm. 12 lipca 1967) – francuski duchowny katolicki, biskup. Święcenia kapłańskie przyjął w 1921 roku, zaś w 1948 został mianowany przez papieża Piusa XII diecezji Rodez. W 1954 został wyniesiony do godności arcybiskupiej i mianowany metropolitą Besançon. Pełnił tę funkcję do roku 1966. Wówczas został mianowany arcybiskupem tytularnym Synnada in Mauretania. Zmarł w 1967 roku w wieku 71 lat.